# Маяковська (станція метро, Москва)
55°46′09″ пн. ш. 37°35′47″ сх. д. / 55.76917° пн. ш. 37.59639° сх. д.
«Маяковська» (рос. Маяковская) — станція Замоскворіцької лінії Московського метрополітену. Розташована між станціями «Білоруська» і «Тверська», на території Тверського району Центрального адміністративного округу міста Москви.

## Історія
Відкрита 11 вересня 1938 року в складі дільниці «Сокіл» — «Площа Свердлова» (нині «Театральна») другої черги Московського метрополітену. Проектні назви — «Тріумфальна площа», «Площа Маяковського».
Названа на честь поета Володимира Маяковського.
Унікальний проект станції був гідно оцінений:
- В 1939 році архітектор Олексій Душкін отримав Гран-прі на Міжнародній виставці у Нью-Йорку.[1];
- з 1980-х станція має статус пам'ятника архітектури;
- в 2001 році станція включена в список пам'ятників історії та культури місцевого значення як один з найцінніших архітектурних об'єктів міста Москви.

Станція «Маяковська» на поштових марках СРСР
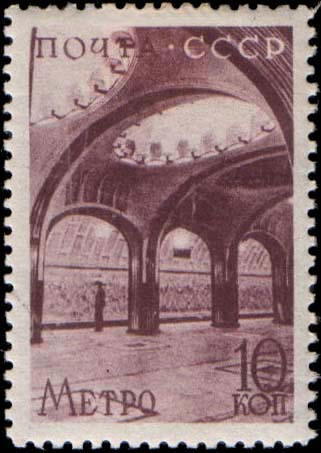
(1938)
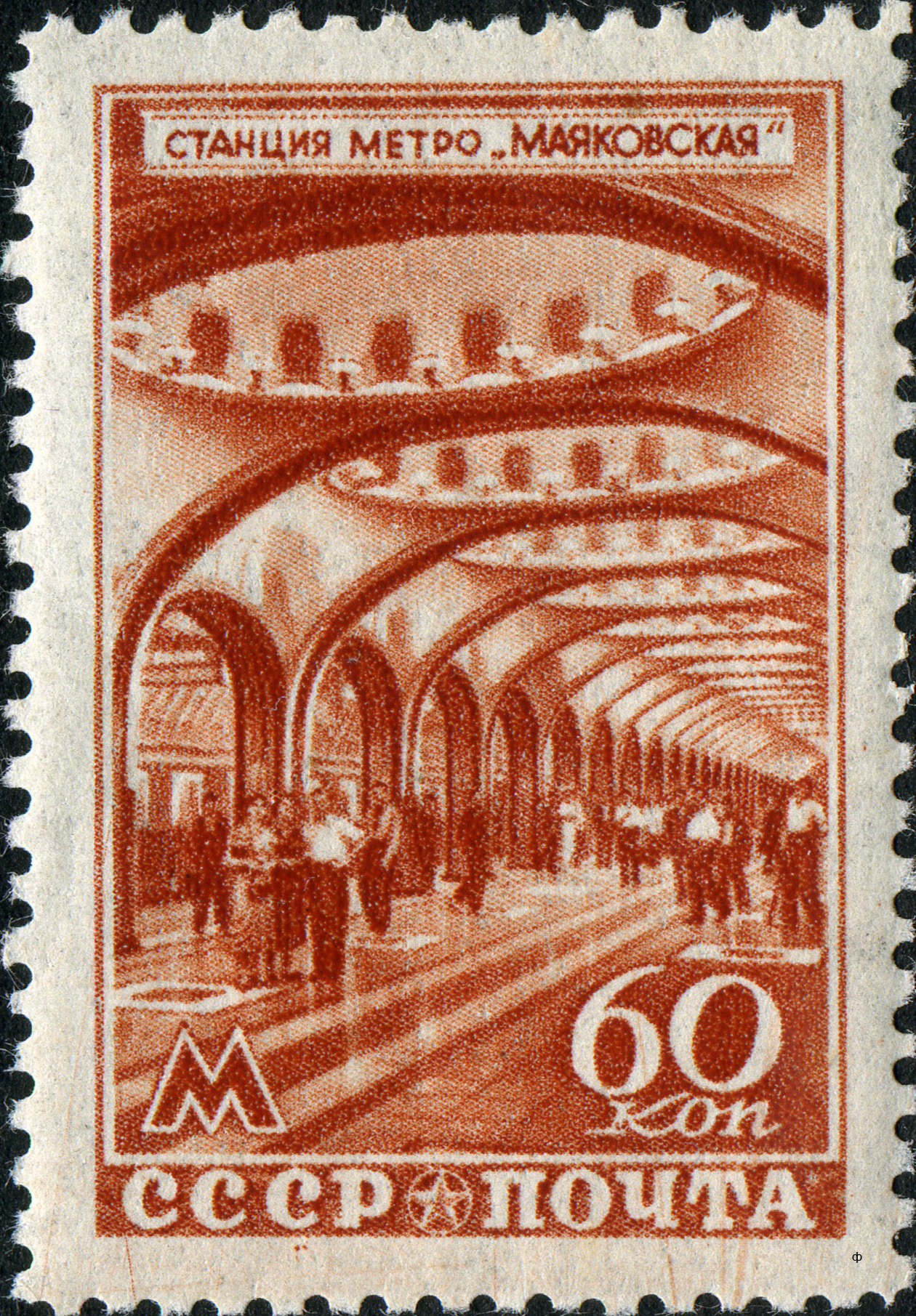
(1947)

### Німецько-радянська війна
Під час німецько-радянської війни станцію використовували як бомбосховище. 6 листопада 1941 року на станції відбулося засідання Московської Ради депутатів трудящих з московськими партійними та громадськими організаціями, приурочене до 24-ї річниці Жовтневої революції 1917 року. Цього дня тут з доповіддю виступив Йосип Сталін.

## Вестибюлі та пересадки
Є три наземні вестибюлі. Південний (автори — О. М. Душкін, Я. Г. Ліхтенберг і Ю. П. Афанасьєв) вбудований в будівлю концертного залу імені П. І. Чайковського. По інший бік Тверської вулиці знаходиться вихід, вбудований в будинок № 30 / 2 по Тверській вулиці (почав роботу в 1950-х роках). В 2005 році на розі 1-ї Тверської-Ямської вулиці і 1-го Тверського-Ямського провулка відкрито другий вихід станції, вбудований в офісну будівлю. Автори — архітектори М. І. Шумаков і Г. С. Мун за участю Я. В. Мун, інженери: Е. І. Ханукова, Д. Савельєва і М. А. Бєлова. У його обробці використані різні види мармуру, нержавіюча сталь. У новому вестибюлі знаходиться і бюст Володимира Маяковського (роботи О. П. Кибальникова). В оформленні вестибюля взяв участь відомий художник Іван Лубенников: він виконав мозаїки на теми віршів Маяковського. Старий вестибюль оздоблено світло-сірим мармуром і вапняком.

### Реконструкція південного вестибюля

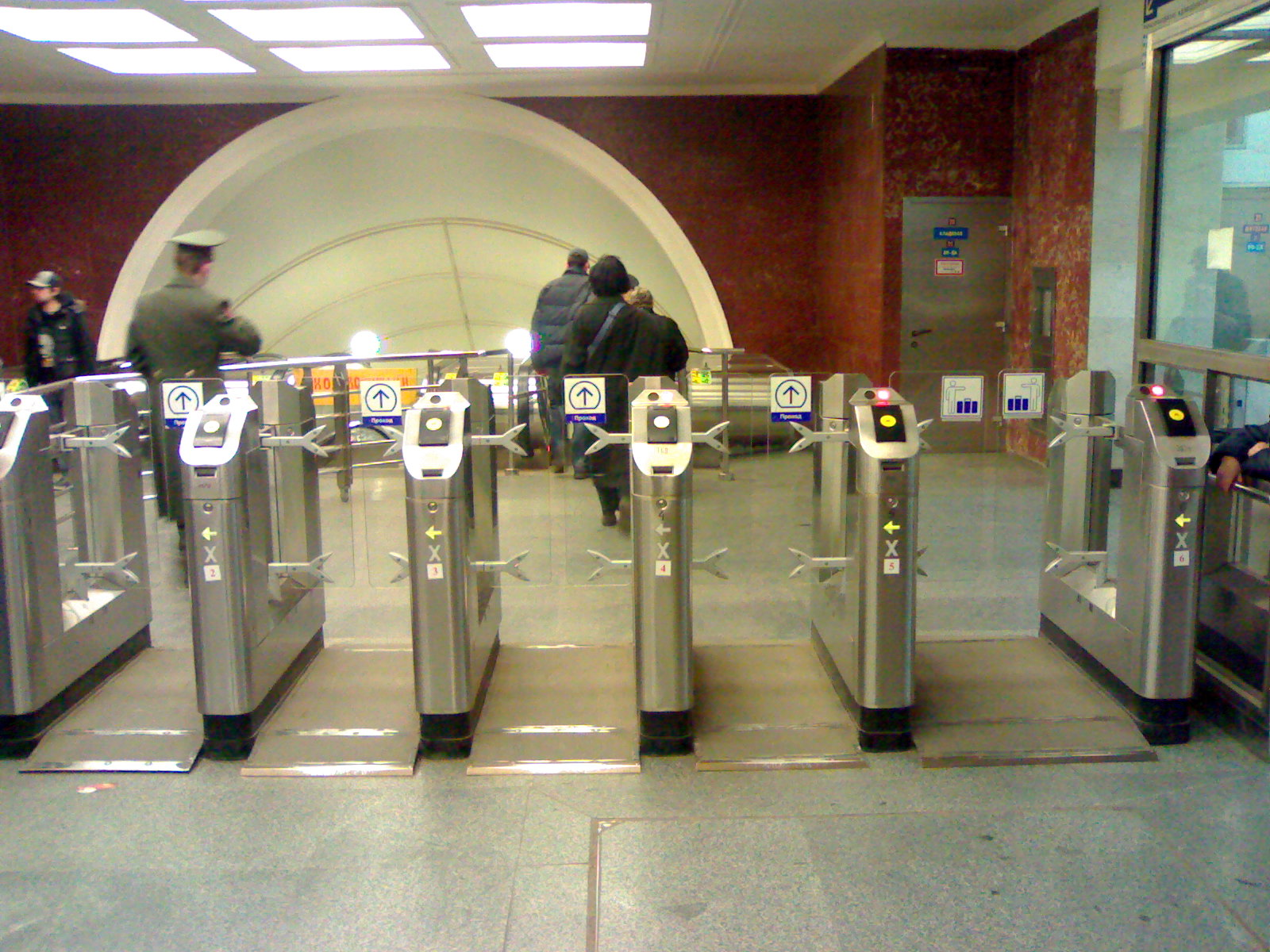
Турнікети УТ-2005

З 26 вересня 2005 року по 15 травня 2007 року південний вестибюль станції був закритий на реконструкцію. За цей час повністю реконструйовано похилий хід з повною заміною ескалаторів на нові, модернізовані. У вестибюлі проведена повна заміна технічного оснащення, побудовані нові каси, встановлені нові турнікети (типу УТ-2005), пожежна і охоронна сигналізація, замінені всі кабельні комунікації, сантехніка, вентиляція. Одночасно розпочато роботу по поверненню станції первісного вигляду.

## Технічна характеристика
Конструкція станції — колонна трисклепінна глибокого закладення (глибина закладення — 33 метри). «Маяковська» є першою у світі станцією глибокого закладення колонного типу. 

## Колійний розвиток
Станція без колійного розвитку.

## Оформлення
Попри те, що архітектура станції «Маяковська» відноситься до «сталінської неокласики», наявність деяких авангардних деталей надає їй відтінок стилю «ар деко». Колони і арки станції покриті рифленою нержавіючої сталлю. Деталі обрамлення були спеціально виготовлені для метро на заводі «Діріжабльстрой», на обладнанні, призначеному для створення виробництва каркаса суцільнометалевих дирижаблів, проектування яких ініціював К. Е. Ціолковський. У Санкт-Петербурзі аналогічно була виконана станція «Академічна». Кутові частини колон декоровані уральським каменем «орлец» і мармуровидним вапняком. Верхня частина колійних стін оброблена мармуром «уфалей», нижня — діоритом. Підлогу викладено білим мармуром і сірим гранітом. Світильники знаходяться в тридцяти чотирьох овальних нішах зводу центрального залу. Важливою прикрасою станції є розміщені в нішах мозаїчні панно з смальти (автор ескізів — О. О. Дейнека, тема — «Доба радянського неба». Мозаїки були набрані в майстерні В. О. Фролова в Ленінграді). При відкритті станції панно було 35, одне, що знаходилося ближче до старого виходу, було згодом втрачено через будівництво гермозатвору.

## Станція у цифрах
- Код станції — 034.
- У березні 2002 року пасажиропотік становив: по входу — 51,7 тисяч осіб, щодо виходу — 44,3 тисяч чоловік .
- Час відкриття станції для входу пасажирів — 5 годин 30 хвилин, час закриття — о 1 годині ночі.
- Таблиця часу проходження першого поїзда через станцію :

|                                   | Понеділок — п'ятниця (чч:мм:сс) | Субота — неділя (чч:мм:сс) |
|                                   | По непарних числах              |                            |
| По парних числах                  |                                 |                            |
| У бік станції «Річковий вокзал»   | 5:53:15                         | 5:53:15                    |
| У бік станції «Річковий вокзал»   | 5:53:15                         | 5:53:15                    |
| У бік станції «Красногвардійська» | 5:38:00                         | 5:38:30                    |
| У бік станції «Красногвардійська» | 5:38:00                         | 5:38:30                    |